# Az utolsó oldal (Így jártam anyátokkal)
Az utolsó oldal az Így jártam anyátokkal című televízió-sorozat nyolcadik évadának tizenegyedik és tizenkettedik, dupla epizódja. Eredetileg 2012. december 17-én vetítették, míg Magyarországon 2013. október 21-én.
Az első epizódban Ted találkozni akar egy régi egyetemi professzorával, aki leszólta őt, hogy elbüszkélkedjen az ő tervei által épült Góliát Nemzeti Bank székházzal. Az egyetemen Lily és Marshall is összefutnak egy régi ismerősükkel, Barney viszont egy fogadás miatt nem beszélhet. A második részben sor kerül a GNB épületének átadására, de Ted sokkal inkább amiatt vívódik, hogy elmondja-e Robinnak azt, amit megtudott Barneytól.

## Cselekmény

### Első rész
Barney és Marshall egyszerre kérik ugyanazt az italt a bárban, ami miatt Marshall "megszázhármazza" Barneyt. Jövőbeli Ted elmagyarázza, hogy Barney nagyon komolyan veszi ezt, ugyanis öt évvel korábban, amikor nevetségesnek találta, hogy addig nem szólalhat meg, míg valaki nem mondja ki a nevét, elütötte egy busz. Azóta pedig mindig kereste az alkalmat, hogy hogyan tudná barátait elnémítani. Most azonban, hosszú idő után az első alkalommal, Barney az, aki némaságra ítéltetett. Barney könyörög, hogy mondják ki a nevét, de Ted már jó előre közli, hogy ez most hosszú lesz.
Most, hogy elkészült a Góliát Nemzeti Bank épülete, Ted úgy dönt, meghívja az átadóünnepségre egykori tanárát, Vinick professzort. Ugyanis ő Tednek a munkáit rendre leszólta és egyszer közölte vele, hogy soha nem lesz belőle építész. Ted most úgy gondolja, az orra alá dörgöli, hogy mégis lett belőle valaki. Marshall szerint Ted annyira utálja a professzorát, hogy olyan ő neki, mint "A bárányok hallgatnak" című filmben a lány, akit Buffalo Bill a pincében tartott a gödörben. Ted azt mondja, hogy ő soha nem tenne ilyet és Robin is melléáll, de ekkor Lily megjegyzi, hogy Robin pontosan ugyanígy vélekedik Patrice-ről, aki éppen Barneyval jár. Marshall és Lily elmondják, hogy számukra éppen ilyen Daryl LaCoutre, egykori évfolyamtársuk, aki teljesen rájuk akaszkodott az interneten, és a mai napig próbál kapcsolatot létesíteni velük, pedig csak egyszer hekilabdáztak vele elsőéves korukban.
Ted döbbenten látja, hogy Vinick professzor visszautasította a meghívást, azt állítva, hogy nem emlékszik rá, hogy ki ő. Ted ettől olyan dühös lesz, hogy eldönti, személyesen olvas be neki egy egyetemi előadása után. A többiek is elkísérik őt a Wesleyan Egyetemre. Ted beül az egyik előadására a professzornak, és közben azon gondolkodik, hogyan fog beolvasni neki. Csakhogy teljesen elvarázsolja őt az előadás, és megint úgy érzi magát, mintha diák lenne. Az óra végén bemutatkozik a professzornak és bemutatja neki a GNB tervrajzát. Nagy meglepetésre a professzor közli vele, hogy ez borzalmas, és hogy soha nem lesz belőle építész. Ted ezt meglepetéssel vegyes döbbenettel hallja, hiszen ő már ténylegesen is egy sikeres építész.
Közben Marshall és Lily összefutnak Daryllel, aki még mindig az egyetem területén él, és egy hekilabda-árusító standja is van, aminek "A három hekmigo" nevet adta, és az ő, Marshall és Lily arca is rajta van a bódén. Daryl elhívja őket magához, hogy adjon nekik valamit. Leviszi őket a ház pincéjébe, amitől Marshall és Lily halálra rémül, mert azt hiszik, Daryl meg akarja őket ölni. Végül kiderül, hogy nem is egy kést rejtegetett a háta mögött, ahogy hitték, hanem egy százezer dolláros csekket. Daryl úgy gondolta, "A három hekmigo" legalább annyira az ő ötletük is, mint az övé, és ezért jár nekik a pénzből, amit keresett. Lily bocsánatot kér, amiért hülyén viselkedtek, és elfogadná a csekket, de már késő: Daryl a mondanivalójukból azt szűrte le, hogy ők is úgy látják, egyedül is tehetséges és viheti valamire, nincs szükség a kettejük elismerésére, ezért összetépi azt.
Mikor Lily ezt elmondja Tednek, aki épp a GNB székház háromdimenziós makettjével akar elhencegni a professzornak, ő is rájön, hogy nincs szüksége Vinick elismerésére, attól is jó építész marad. Már épp ki akarja dobni a makettet, amikor megjelenik Vinick, és közli vele, hogy szomorú, hogy egy modellel akarja neki bizonygatni az igazát. Hiába mondja Ted, hogy épp ki akarta dobni, Vinick nem hisz neki.
Ez idő alatt a World Wide News-nál Sandy Rivers közli Robinnal, hogy itt az ideje az éves elbocsátásoknak és ki kell rúgni pár embert. Robin közli, hogy személyeskedésből ő senkit nem fog kirúgni, csakhogy akkor eszébe jut Patrice és úgy gondolja, vele megteszi. Ki is rúgja, de amikor Patrice megkérdezi, hogy miért, Robin csak összevissza beszél. Amikor Patrice megkérdi, hogy ez tényleg miatta van-e, Robin közli, hogy nem, és megöleli őt. Bocsánatot kér tőle és elmondja, hogy nehéz neki őt és Barneyt együtt látni, még ha ezek régi érzések is, de akkor is fájók. Így hát úgy dönt, mégsem rúgja ki őt.
Miközben a többiek hazafelé tartanak az egyetemről, Ted és Barney egyedül maradnak a kocsiban. Barney megmutat egy eljegyzési gyűrűt Tednek, aki ennek hatására felszabadítja őt a némaság alól. Elmondja neki, hogy el akarja jegyezni Patrice-t, majd ő némítja el Tedet. Közli vele, hogy Ted szerint ez biztos hülyeség, de úgy érzi, ez más, mint amit annál a több tucat nőnél érzett, akikkel addig lefeküdt. Először az életben boldognak és megállapodottnak érzi magát és azt akarja, hogy ez az érzés örökké tartson. Azt is elmondja neki, hogy másnap, a World Wide News épület tetején, Patrice kedvenc helyén kéri meg a kezét, és csak akkor szabadítja fel Tedet a némaság alól, ha megesküszik, hogy ezt nem mondja el senkinek és őt sem akarja meggyőzni semmiről. Ted megesküszik, ezután Barney feloldja, de amikor Marshall és Lily visszatér, őket is elnémítja bosszúból. Megkérdi Tedet, hogy akar-e valamit mondani, de ő hű az ígéretéhez és nem mond semmit.

### Második rész
Noha Ted megígérte Barneynak, hogy nem mondja el Robinnak, amit megtudott tőle, elbizonytalanodik, amikor találkozik vele a bárban. De még mielőtt beszélni tudna vele, megjelenik Marshall és Lily, és lelkendezve beszélnek arról, hogy a GNB székházat is aznap este avatják fel. Ők is elkísérik a kicsit ideges Tedet, viszont hamarabb lelépnek, mert most először hagyják Marvint hosszabb időre egyedül. Úgy tervezik, hogy egy hotelben töltenek egy romantikus estét, miközben Mickey vigyáz a fiúra. Ted örül neki, hogy ők eljönnek, Barney ugyanis nem jön, ami meglepi a többieket. Amikor kettesben maradnak, Robin rákérdez, hogy ennek mi az oka. Jövőbeli Ted ekkor felidézi, hogy lehetősége lett volna elmondani az igazat, és mégsem tette, hanem helyette felkérte Robint, hogy kísérje el őt a megnyitóra.
Mielőtt elindulnának, Lily felvázolja Mickeynek Marvin esti programját és az altatódalát. Alig lépnek ki az ajtón, Ted hívja Marshallt és azt kéri, hogy most rögtön menjen le a bárba. Ott aztán elmondja neki azt, hogy mit mondott neki Barney, és hogy el kellett volna mondania Robinnak, de helyette elhívta őt magával. Mindazonáltal úgy véli, hogy ha Robin tényleg Barney után akar menni, akkor legyen úgy, ezért el fogja mondani neki az igazságot. Marshall ezzel szemben azt mondja, hogy nem szabad ezt tennie, mert Ted titkon abban reménykedik, hogy ők ketten összejönnek. Marshall szeretné, ha Ted boldog lenne, és ha Robin tenné őt boldoggá, akkor nem szabad hagynia, hogy más férfi mellett kössön ki. Ted szerint viszont Robin szerelmes Barneyba, és önzés lenne a részéről, ha nem mondaná el ezt neki. Szerinte Robin csak a barátja, de Marshall szerint több, mint barát, és ezt Ted is tudja. Mielőtt elmenne, Marshall megesketi Tedet, hogy nem szól Robinnak Barneyról.
A szállodában Lily felhívja Mickeyt, hogy mindent a lista szerint csinált-e, és kiderült, hogy igen, sőt Marvin észre sem vette, hogy elmentek. Még az altatót is elénekelte neki, és már alszik is. Mikor megérkeznek a GNB megnyitóünnepségre, Lily teljesen lerészegedik. Amikor meglátnak egy kisbabát, mindketten sírásban törnek ki, és a sarokban kuporogva éneklik az altatódalt, miközben Marvin fotóját nézik.
Közben Ted dönt, és a GNB székház felé tartó úton elmondja Robinnak, hogy mire készül Barney. Tudja, hogy titokban kellett volna tartania, de úgy véli, hogy Robiné a döntés, hogy ha tenni akar valamit ez ellen, akkor megtehesse. Robin közli, hogy többé már nem fut Barney után, hülyét csinált magából és nem akar még egyszer a gödör mélyére kerülni. Ted szerint Robin szerelmes Barneyba, amit Robin tagad. Erre Ted megkérdezi, hogy nem is zavarja, hogy épp a World Wide News épület tetején akarja megkérni Patrice kezét, amire dührohamot kap, mert az az ő kedvenc helye. De ettől még, mondja, Barney nem jelent számára semmit. Neki minden jót kíván, és az estét Teddel szeretné tölteni. Ranjit a limuzint azonban nem a GNB székházhoz, hanem a World Wide News-hoz viszi. Ted még egyszer azt mondja, hogy menjen Barney után, hiszen még nincs túl rajta. Ted elismeri, hogy ő is számtalanszor csinált hülyét magából Robin miatt, de nem bánja, mert így a barátja maradhatott.
Robin végül megfogadja Ted tanácsát és felmegy a tetőre. Legnagyobb meglepetésére mindenütt rózsaszirmok és gyertyák vannak. Ezután észrevesz egy papírdarabot a földön, ami Barney Taktikai Könyvéből lett kitépve, és "A Robin" nevű trükk olvasható rajta. Ebből kiderül, hogy mindent, ami történt, Barney tervezett meg. Kezdve Robin és Nick szakításától, mindennek az volt a célja, hogy elérje, hogy Robin belé szeressen. Ahogy elolvassa az egészet, meglátja Barneyt. Beolvas neki és közli, hogy túl messzire ment. Hazudott neki és manipulálta, és nem érti, hogy képzelheti, hogy ezek után megcsókolja őt – ez a terv a bizonyítéka annak, hogy soha nem bízhat meg benne. Barney csak annyit kér, hogy fordítsa meg a lapot. A másik felén csak annyi áll: "reméld, hogy igent mond". Ekkor Barney térdre ereszkedik és megkéri Robin kezét. Robin kis hezitálás után igent mond.
Eközben a fogadáson Tedet ünneplik és mindenki kezet ráz vele. Marshall és Lily hazamennek és együtt nézik a hóesést Marvinnal. A friss jegyespár Barney és Robin a hóesésben állnak, az egyedül maradt Ted pedig szomorúan néz ki az általa tervezett épület ablakán.

## Kontinuitás
- Barney buszos balesete a "Csodák" című epizódban történt.
- Marshall és Barney ismét telepatikus módon kommunikálnak.
- Barney tervének része volt több korábbi történés is.
  - Megvallja Robinnak, hogy szerelmes belé ("Szívtörő")
  - Megcsókolja Robint ("Ajánlom magamat")
  - Közli Robinnal, hogy túl van rajta ("12 tüzes asszony")
  - Robin megpróbálja visszanyerni Barneyt ("Vágyom egy homár után")
  - Robin betör Barneyhoz, aki elégeti a Taktikai Könyvet ("A ló túloldalán")
  - Barney Patrice-szel randizik.
- Mielőtt kiszállna a limuzinból, Robin azt mondja, hogy  Ted menjen csak a GNB székházba, hiszen ki tudja, talán a leendő Mrs. Mosby is ott lesz. Ez az első alkalom, amikor valaki ilyen nyíltan megemlíti Ted egész sorozaton keresztülívelő célját, hogy megtalálja a lelki társát.
- Ebben az epizódban látható a Taktikai Könyv leghosszabb trükkje, ami 6 egész epizódon keresztül tart.
- Robin Teddy Westside-nak szólítja Tedet.
- Technikailag ez Barney és Robin második eljegyzése, mert egy rövid ideig a "Rossz passzban" című részben is megtörtént.

## Jövőbeli visszautalások
- A "Fergeteges hétvége" című részből kiderül, hogy Barney mégsem égette el a Taktikai Könyvet. A "Napfelkelte" című részben szalvétákon reprodukálja azt.
- Robin végül "A Tesó Mitzvó" című részben vág vissza Barneynak.
- A "Barátos" című részből derül ki, miért kezdte el Barney megtervezni "A Robin"-t.

## Érdekességek
- Eredetileg nem tervezték, hogy a két epizódot egyben adják le, de a Sandy hurrikán miatt a sorozat ütemterve felborult, így célszerűnek látszott ez a megoldás.
- Az első epizódban Marshall, Robin és Barney áttörik a negyedik falat és kikacsintanak a közönségre.
- Az első epizód eredeti címe "A százhármak hallgatnak" volt.
- Alyson Hannigan és Seth Green együtt játszottak a "Buffy, a vámpírok réme" című sorozatban és a "Marslakó a mostohám" című filmben. Mi több, Daryl pincéje ugyanaz, mint Buffy pincéje volt. Nem ez az egyetlen utalás: Tom Lenk, aki Andrew-t játszotta a sorozatban, egy pillanatra látható, ahogy biciklin hajt el, mikor Marshall és Lily hot dogot esznek. Alexis Denisof szintén a sorozat szereplője volt.
- Lily és Marshall az epizódban szereplő állítással szemben nem először hagyják magára Marvint, hiszen a "Dadagondok"-ban egy dadusra bízzák, a "Legyen Ön is keresztszülő"-ben pedig nélküle mennek le a bárba.
- A második epizód eredeti címe "A Robin" volt.
- Mikor Barney és Robin csókolóznak, látható, hogy Robin táskája leesik a földre. De amikor Barney felhúzza az ujjára, a táska ismét nála van, és amikor másodszor csókolóznak, újra leesik.

## Vendégszereplők
- Ellen D. Williams – Patrice
- Alexis Denisof – Sandy Rivers
- Seth Green – Daryl LaCoutre
- Peter Gallagher – Vinick professzor
- Chris Elliott – Mickey
- Marshall Manesh – Ranjit

## Zene
- Goldspot – If The Hudson Overflows
- Fort Atlantic – Let Your Heart Hold Fast

## Fordítás
- Ez a szócikk részben vagy egészben  a   The Final Page című angol Wikipédia-szócikk ezen változatának fordításán alapul.  Az eredeti cikk szerkesztőit annak laptörténete sorolja fel. Ez a jelzés csupán a megfogalmazás eredetét és a szerzői jogokat jelzi, nem szolgál a cikkben szereplő információk forrásmegjelöléseként.